# Julien Besançon
Pour les articles homonymes, voir Besançon (homonymie).
Julien Besançon est un journaliste de radio et de télévision français né le 18 avril 1932 à Charenton-le-Pont et mort le 13 mars 2017 à Lisieux,,.

## Premières années
Né le 18 avril 1932, fils de médecin à Paris, Julien a 14 ans lorsque son père meurt. Il commence lui-même à travailler à 18 ans, « peu après la fin de la Seconde Guerre mondiale ».
Après des études au collège Saint-Martin-de-France à Pontoise et au lycée Hoche à Saint-Cloud, il intègre le CFJ, promotion 1952.

## Carrière
Il fait ses débuts à Combat (1950) puis au quotidien Le Provençal de Marseille, ainsi qu’au Daily Mirror, de 1951 à 1955. 

### Europe 1
En 1955, il démissionne du Provençal car, après un entretien avec le journaliste Claude Terrien, il est engagé à Europe 1 où il va s’affirmer comme l'une des grandes voix de cette station jusqu’en octobre 1969, en tant que grand reporter puis de rédacteur en chef adjoint.
En 1959, quelques mois après l'élection du pape Jean XXIII, il est reçu au Vatican en même temps qu'un pool de journalistes français. Outrepassant son trac et tendant le micro de son magnétophone caché sous ses vêtements, il tente de poser une question au Saint-Père devant le regard médusé de ses confrères. Après avoir répondu à sa question, Jean XXIII lui dit alors en français : « Savez-vous que vous venez d'obtenir la première interview d'un pape ? ». 
Il assure les reportages des grands événements de la Guerre d'Algérie : du 13 mai 1958 jusqu’aux Accords d'Évian, le 19 mars 1962. Le 24 novembre 1963, il commente en direct du Capitole à Washington les obsèques du président américain assassiné John Fitzgerald Kennedy,.
En juin 1967, il fait monter l’audience d’Europe 1 en faisant participer des millions d'auditeurs aux péripéties de la Guerre israélo-arabe, dite Guerre des Six Jours, à laquelle il consacre un livre la même année, Bazak, la guerre d'Israël. 
Pendant les événements de Mai 68, de retour d'Afghanistan où il avait suivi le premier ministre Georges Pompidou en voyage officiel, il est, à partir du 13 mai sur Europe 1, l'une des voix qui couvre en direct les affrontements entre étudiants et forces de l’ordre au Quartier latin. Il est notamment sur le terrain des grands cortèges comme la manifestation des étudiants du lundi 13 mai partant de la place Denfert-Rochereau, ou encore la grande manifestation gaulliste sur les Champs-Élysées du jeudi 30 mai 1968
. De cette expérience du printemps de la révolte à Paris, Julien Besançon sortira un livre de citations publié la même année chez Tchou, Les Murs ont la Parole Mai 68.
La mission de la NASA Apollo 11 est un autre grand moment d'histoire en direct sur l'antenne d'Europe 1 : le 21 juillet 1969, Julien Besançon commente en détail l’instant même où un homme, l'astronaute américain Neil Armstrong, foule pour la première fois le sol de la Lune. 
Pendant la période 1968-1969, bien que rédacteur en chef adjoint il est, comme il le dit lui-même sans son livre autobiographique Journal Parlé, relégué à s'"occuper du plus petit nombre de choses possible". En ce dernier trimestre de l'année 1969, en même temps qu'une trentaine d'autres rédacteurs, il quitte Europe 1 et s'inscrit au chômage. Quatre mois plus tard il est embauché par la station concurrente RTL.

### RTL et TF1
De janvier 1970 à 1975, Julien Besançon est rédacteur en chef de RTL. Il en sera licencié pour raisons économiques. "Cela fait un peu sourire, dans une maison qui fait un tel bénéfice", commentera-t-il deux ans plus tard.
Au cours des années 1980, il travaille à TF1 où il présente le journal télévisé.
Il est également présentateur et coresponsable, avec Henri Marque et Christian Bernadac, du magazine d'actualité L’Événement. Il y reste jusqu’à la privatisation de la chaîne en 1986. 
Après une longue carrière, il prend sa retraite à Honfleur en Normandie où il fréquente les cafés et restaurants du Vieux bassin. C’est là qu’il décède le 13 mars 2017.

## Publications
Les livres écrits par Julien Besançon sont :
- J’ai reconnu la Chine. Julien Besançon. Photographies de François Dautresme. Ed. Solar, 1964, 170 pages[20].
- Bazak, la guerre d'Israël. Julien Besançon. Seuil, Paris, 1967, 252 pages[21].
- Les Murs ont la Parole. Journal mural mai 68. Sorbonne, Odéon, Nanterre etc.. Julien Besançon, Ed Tchou, Paris, 1968, 180 pages. Livre de citations; réédité en 2007[22].
- Journal parlé. Julien Besançon, Stock, Paris 1977, 161 pages.

## Pour compléter